# André Schürrle
André Schürrle, né le 6 novembre 1990 à Ludwigshafen (Rhénanie-Palatinat) en Allemagne, est un ancien footballeur international allemand qui évoluait au poste d'attaquant.
Considéré comme l'un des grands espoirs allemands lors de ses débuts professionnels à 18 ans, il remporte la Coupe du monde 2014 qui a lieu au Brésil avec la Mannschaft, et il est le passeur décisif du but marqué par Mario Götze en prolongation lors de la finale remportée 1-0 face à l'Argentine au Stade Maracanã. Il met finalement un terme à sa carrière à l'âge de 29 ans après des dernières années décevantes et plusieurs problèmes physiques.

## Biographie

### Carrière en club

#### FSV Mayence (2006-2009)
André Schürrle commence le football très jeune, vers l'âge de cinq ans. Formé au Ludwigshafener SC 1925, il rejoint en 2007 la section jeune du FSV Mayence. C'est au sein de ce club qu'il remporte le championnat d'Allemagne des équipes junior en 2009. Quelque temps après, il fait ses débuts professionnels en Bundesliga alors qu'il n'a que 18 ans. Il s'installe rapidement comme titulaire au sein de l'effectif de Mayence, disputant 33 matchs et marquant à 5 reprises lors de sa première saison.

#### Bayer Leverkusen (2010-2013)
En septembre 2010, son départ pour le Bayer Leverkusen en juillet 2011 est officialisé. Lors de sa première saison à Leverkusen, il brille si bien que lors du mercato estival de 2012, il est approché par Chelsea, le vainqueur de la Ligue des champions en 2012. André Schürrle restera finalement au club mais l'année suivante, Chelsea fait une offre et le transfert du joueur allemand vers le club anglais est officialisé pour 20 millions d'euros, le 13 juin 2013. Après 131 matchs et 38 buts, André Schürrle quitte ainsi le Bayer Leverkusen pour rejoindre la Premier League.

#### Chelsea FC (2013-2015)
Il s'acclimate bien au championnat anglais dès son arrivée. Le 1er mars 2014, face à Fulham FC, il inscrit un hat-trick pour Chelsea.
Il commence la saison 2014-2015 à petit pas. En effet, il n'est pas un titulaire indiscutable au sein des Blues et se retrouve souvent sur le banc. Il annonce en janvier 2015 qu'il voudrait quitter l'Angleterre, pour un retour probable en Bundesliga.

#### VfL Wolfsburg (2015-2016)
Après une saison et demie à Chelsea, André Schürrle quitte le club, son transfert s'expliquant par un faible temps de jeu et des performances jugées mauvaises par José Mourinho malgré une très bonne Coupe du monde et par la venue de l'ailier colombien Juan Cuadrado en provenance de la Fiorentina. Le 2 février 2015, il retourne en Bundesliga au VfL Wolfsburg pour une somme d'environ 32 millions d'euros. Il reçoit le numéro 17 et retrouve son poste d'ailier gauche.
Il marque son premier but sous ses nouvelles couleurs le 4 avril 2015 face au VfB Stuttgart (victoire 3-1). En mai, Wolfsburg s'impose en finale de la Coupe d'Allemagne face au Borussia Dortmund (3-1).

#### Borussia Dortmund (2016-2020)
Le 22 juillet 2016, il signe au Borussia Dortmund pour 30 millions d'euros et s'engage pour cinq ans soit jusqu'en 2021. Le 17 juillet 2020, deux jours après avoir résilié son contrat avec le Borussia Dortmund, André Schürrle met un terme à sa carrière à l'âge de 29 ans.

### Équipe nationale
André Schürrle connaît sa première sélection avec l'équipe d'Allemagne de football le 17 novembre 2010, lors d'un match amical contre la Suède (0-0). Il marque son premier but en sélection lors de sa troisième cape contre Uruguay le 29 mai 2011. Durant trois matchs d'affilée, il s'illustre en marquant un but à chaque match, dans les mêmes conditions: non titularisé au coup d'envoi, il rentre en cours de match et marque.
Il est retenu pour participer à l'Euro 2012 mais ne doit se contenter que de deux apparitions lors du tournoi qui s'achève par la défaite de son équipe contre l'Italie en demi-finale, 2-1. Deux ans plus tard, il est sélectionné en équipe d'Allemagne pour participer à la Coupe du monde 2014. En huitième de finale, il ouvre le score contre l'Algérie lors de la prolongation (victoire 2-1 a.p). En demi-finale, contre le Brésil, il inscrit un doublé lors de la victoire 7-1 de son équipe. L'Allemagne remporte ensuite la Coupe du monde en battant l'Argentine en finale (1-0 a.p). L'unique but du match est inscrit par Mario Götze sur une passe décisive d'André Schürrle.
En 2015, lors des éliminatoires de l'Euro 2016, il réalise un triplé contre Gibraltar.
Bien qu'il ait disputé un match des éliminatoires de la Coupe du Monde 2018 face à l'Azerbaïdjan le 26 mars 2017 (match où il inscrit un doublé pour une victoire 4-1), André Schürrle n'est pas sélectionné par Joachim Löw pour disputer le Mondial de 2018 en Russie.

### L'après-carrière
Depuis son retrait des terrains de football, André Schürrle a relevé plusieurs défis physiques dont il partage l'expérience sur sa chaine Youtube. Schürrle a notamment escaladé la montagne Zugspitze, la plus haute montagne d'Allemagne. En décembre 2023, il s'engage à gravir d'autres sommets de 4 000 m en 2024 : le Triglav en Slovénie, le Grand Paradis en Italie, le Mont Rose en Suisse et le Mont Blanc en France.
Il a utilisé son entraînement en haute altitude pour participer à des courses de longue distance, comme le marathon de Barcelone, qu'il a terminé en un peu plus de quatre heures. Peu de temps après, il s'est inscrit pour le trail du Chianti Marathon en Italie, montrant sa détermination à relever de nouveaux défis.

## Statistiques
| Saison                | Club                  | Championnat           | Championnat | Championnat | Championnat | Coupe nationale | Coupe nationale | Coupe nationale | Coupe de la Ligue | Coupe de la Ligue | Coupe de la Ligue | Supercoupe | Supercoupe | Supercoupe | Compétition(s) continentale(s) | Compétition(s) continentale(s) | Compétition(s) continentale(s) | Compétition(s) continentale(s) | Supercoupe UEFA | Supercoupe UEFA | Supercoupe UEFA | Allemagne | Allemagne | Allemagne | Total | Total | Total |
| Saison                | Club                  | Division              | M.          | B.          | P.d.        | M.              | B.              | P.d.            | M.                | B.                | P.d.              | M.         | B.         | P.d.       | Comp.                          | M.                             | B.                             | P.d.                           | M.              | B.              | P.d.            | M.        | B.        | P.d.      | M.    | B.    | P.d.  |
| 2009-2010             | FSV Mayence           | Bundesliga            | 33          | 5           | 2           | 1               | 0               | 0               | -                 | -                 | -                 | -          | -          | -          | -                              | -                              | -                              | -                              | -               | -               | -               | -         | -         | -         | 34    | 5     | 2     |
| 2010-2011             | FSV Mayence           | Bundesliga            | 33          | 15          | 5           | 1               | 0               | 0               | -                 | -                 | -                 | -          | -          | -          | -                              | -                              | -                              | -                              | -               | -               | -               | 5         | 2         | 1         | 39    | 17    | 6     |
| Sous-total            | Sous-total            | Sous-total            | 66          | 20          | 7           | 2               | 0               | 0               | -                 | -                 | -                 | -          | -          | -          | -                              | -                              | -                              | -                              | -               | -               | -               | 5         | 2         | 1         | 73    | 22    | 8     |
| 2011-2012             | Bayer Leverkusen      | Bundesliga            | 31          | 7           | 5           | 1               | 1               | 0               | -                 | -                 | -                 | -          | -          | -          | C1                             | 8                              | 1                              | 0                              | -               | -               | -               | 11        | 5         | 0         | 51    | 14    | 5     |
| 2012-2013             | Bayer Leverkusen      | Bundesliga            | 34          | 11          | 7           | 3               | 1               | 1               | -                 | -                 | -                 | -          | -          | -          | C3                             | 6                              | 2                              | 1                              | -               | -               | -               | 8         | 0         | 0         | 51    | 14    | 9     |
| Sous-total            | Sous-total            | Sous-total            | 65          | 18          | 12          | 4               | 2               | 1               | -                 | -                 | -                 | -          | -          | -          | -                              | 14                             | 3                              | 1                              | -               | -               | -               | 19        | 5         | 0         | 102   | 28    | 14    |
| 2013-2014             | Chelsea FC            | P.League              | 30          | 8           | 2           | 1               | 0               | 0               | 1                 | 0                 | 0                 | -          | -          | -          | C1                             | 10                             | 1                              | 0                              | 1               | 0               | 1               | 15        | 9         | 1         | 58    | 18    | 4     |
| 2014-2015             | Chelsea FC            | P.League              | 14          | 3           | 0           | 1               | 0               | 0               | 3                 | 1                 | 0                 | -          | -          | -          | C1                             | 4                              | 1                              | 0                              | -               | -               | -               | 3         | 1         | 0         | 25    | 6     | 0     |
| Sous-total            | Sous-total            | Sous-total            | 44          | 11          | 2           | 2               | 0               | 0               | 4                 | 1                 | 0                 | -          | -          | -          | -                              | 14                             | 2                              | 0                              | 1               | 0               | 1               | 18        | 10        | 1         | 83    | 24    | 4     |
| 2015                  | VfL Wolfsburg         | Bundesliga            | 14          | 1           | 2           | 4               | 0               | 0               | -                 | -                 | -                 | -          | -          | -          | C3                             | 4                              | 0                              | 0                              | -               | -               | -               | 4         | 3         | 2         | 26    | 4     | 4     |
| 2015-2016             | VfL Wolfsburg         | Bundesliga            | 29          | 9           | 3           | 1               | 1               | 0               | -                 | -                 | -                 | 1          | 0          | 0          | C1                             | 10                             | 2                              | 0                              | -               | -               | -               | 9         | 0         | 0         | 50    | 12    | 3     |
| Sous-total            | Sous-total            | Sous-total            | 43          | 10          | 5           | 5               | 1               | 0               | -                 | -                 | -                 | 1          | 0          | 0          | -                              | 14                             | 2                              | 0                              | -               | -               | -               | 13        | 3         | 2         | 76    | 16    | 7     |
| 2016-2017             | Borussia Dortmund     | Bundesliga            | 15          | 2           | 2           | 3               | 2               | 0               | -                 | -                 | -                 | 1          | 0          | 0          | C1                             | 6                              | 1                              | 0                              | -               | -               | -               | 2         | 2         | 2         | 27    | 7     | 4     |
| 2017-2018             | Borussia Dortmund     | Bundesliga            | 18          | 1           | 6           | 3               | 0               | 0               | -                 | -                 | -                 | -          | -          | -          | C1+C3                          | 1+4                            | 0+2                            | 0+0                            | -               | -               | -               | -         | -         | -         | 26    | 3     | 6     |
| Sous-total            | Sous-total            | Sous-total            | 33          | 3           | 8           | 6               | 2               | 0               | -                 | -                 | -                 | 1          | 0          | 0          | -                              | 11                             | 3                              | 0                              | -               | -               | -               | 2         | 2         | 2         | 53    | 10    | 10    |
| 2018-2019             | Fulham (prêt)         | P.League              | 24          | 6           | 0           | -               | -               | -               | 1                 | 0                 | 0                 | -          | -          | -          | -                              | -                              | -                              | -                              | -               | -               | -               | -         | -         | -         | 25    | 6     | 0     |
| 2019-2020             | Spartak Moscou (prêt) | Premier Liga          | 13          | 1           | 2           | 1               | 0               | 0               | -                 | -                 | -                 | -          | -          | -          | C3                             | 4                              | 1                              | 2                              | -               | -               | -               | -         | -         | -         | 18    | 2     | 4     |
| Sous-total            | Sous-total            | Sous-total            | 37          | 7           | 2           | 1               | 0               | 0               | 1                 | 0                 | 0                 | -          | -          | -          | -                              | 4                              | 1                              | 2                              | -               | -               | -               | -         | -         | -         | 43    | 8     | 4     |
| Total sur la carrière | Total sur la carrière | Total sur la carrière | 288         | 69          | 36          | 20              | 5               | 1               | 5                 | 1                 | 0                 | 2          | 0          | 0          | -                              | 57                             | 11                             | 3                              | 1               | 0               | 1               | 57        | 22        | 6         | 430   | 108   | 47    |

### Buts internationaux
| 0  | Date             | Lieu                                       | Adversaire           | Score | Résultat | Compétition                       |
| -- | ---------------- | ------------------------------------------ | -------------------- | ----- | -------- | --------------------------------- |
| 1  | 29 mai 2011      | Rhein-Neckar-Arena, Sinsheim, Allemagne    | Uruguay              | 2-0   | 2-1      | Match amical                      |
| 2  | 7 juin 2011      | Tofiq Bahramov Stadium, Bakou, Azerbaïdjan | Azerbaïdjan          | 3-1   | 3-1      | Éliminatoires Euro 2012           |
| 3  | 10 août 2011     | Mercedes-Benz Arena, Stuttgart, Allemagne  | Brésil               | 3-1   | 3-2      | Match amical                      |
| 4  | 2 septembre 2011 | Veltins-Arena, Gelsenkirchen, Allemagne    | Autriche             | 5-2   | 6-2      | Éliminatoires Euro 2012           |
| 5  | 11 octobre 2011  | Esprit arena, Düsseldorf, Allemagne        | Belgique             | 2-0   | 3-1      | Éliminatoires Euro 2012           |
| 6  | 26 mai 2012      | St. Jakob-Park, Bâle, Suisse               | Suisse               | 3-2   | 3-5      | Match amical                      |
| 7  | 31 mai 2012      | Red Bull Arena, Leipzig, Allemagne         | Israël               | 2-0   | 2-0      | Match amical                      |
| 8  | 11 octobre 2013  | RheinEnergieStadion, Cologne, Allemagne    | République d'Irlande | 2-0   | 3-0      | Éliminatoires Coupe du monde 2014 |
| 9  | 15 octobre 2013  | Friends Arena, Solna, Suède                | Suède                | 2-3   | 3-5      | Éliminatoires Coupe du monde 2014 |
| 10 | 15 octobre 2013  | Friends Arena, Solna, Suède                | Suède                | 2-4   | 3-5      | Éliminatoires Coupe du monde 2014 |
| 11 | 15 octobre 2013  | Friends Arena, Solna, Suède                | Suède                | 3-5   | 3-5      | Éliminatoires Coupe du monde 2014 |
| 12 | 1er juin 2014    | Borussia-Park, Mönchengladbach, Allemagne  | Cameroun             | 2-1   | 2-2      | Match amical                      |
| 13 | 6 juin 2014      | Coface Arena, Mayence, Allemagne           | Arménie              | 1-0   | 6-1      | Match amical                      |
| 14 | 30 juin 2014     | Estádio Beira-Rio, Porto Alegre, Brésil    | Algérie              | 1-0   | 2-1      | Coupe du monde 2014               |
| 15 | 8 juillet 2014   | Estádio Mineirão, Belo Horizonte, Brésil   | Brésil               | 0-6   | 1-7      | Coupe du monde 2014               |
| 16 | 8 juillet 2014   | Estádio Mineirão, Belo Horizonte, Brésil   | Brésil               | 0-7   | 1-7      | Coupe du monde 2014               |
| 17 | 3 septembre 2014 | Esprit arena, Düsseldorf, Allemagne        | Argentine            | 1-4   | 2-4      | Match amical                      |
| 18 | 13 juin 2015     | Stade de l'Algarve, Faro, Portugal         | Gibraltar            | 0-1   | 0-7      | Éliminatoires Euro 2016           |
| 19 | 13 juin 2015     | Stade de l'Algarve, Faro, Portugal         | Gibraltar            | 0-5   | 0-7      | Éliminatoires Euro 2016           |
| 20 | 13 juin 2015     | Stade de l'Algarve, Faro, Portugal         | Gibraltar            | 0-6   | 0-7      | Éliminatoires Euro 2016           |
| 21 | 26 mars 2017     | Stade Tofiq-Béhramov, Bakou, Azerbaïdjan   | Azerbaïdjan          | 0-1   | 0-4      | Éliminatoires Coupe du monde 2018 |
| 22 | 26 mars 2017     | Stade Tofiq-Béhramov, Bakou, Azerbaïdjan   | Azerbaïdjan          | 0-4   | 0-4      | Éliminatoires Coupe du monde 2018 |

## Palmarès
André Schürrle atteint pour la première fois la finale d'une compétition avec Chelsea lors de la Supercoupe de l'UEFA 2013. Malgré son départ durant le mercato hivernal, il est tout de même sacré champion d'Angleterre en 2015. Arrivé au VfL Wolfsburg au début de l'année 2015, André Schürrle termine second du championnat, derrière le Bayern Munich. En mai, les Loups remportent la Coupe d'Allemagne contre Dortmund.
André Schürrle est le seul joueur allemand a inscrire un but en Ligue des champions avec quatre clubs différents.
En sélection, André Schürrle participe à l'Euro 2012 où l'Allemagne perd en demi-finale face à l'Italie. Au Brésil, lors de la Coupe du monde 2014, les Allemands soulèvent le trophée aux dépens de l'Argentine de Lionel Messi. En finale, André Schürrle délivre la passe décisive qui donnera la victoire à l'Allemagne.

### Club
|  |  | Borussia Dortmund - Coupe d'Allemagne (1) - Vainqueur en 2017 |  | Chelsea FC - Premier League (1) - Vainqueur en 2015 - Supercoupe de l'UEFA - Finaliste en 2013 |  | VfL Wolfsburg - Coupe d'Allemagne (1) - Vainqueur en 2015 - Supercoupe d'Allemagne (1) - Vainqueur en 2015 |

### Sélection
Allemagne
- Euro
  - Demi-finaliste en 2012 et 2016.
- Coupe du monde (1)
  - Vainqueur en 2014.